# Dive (Tycho)
Dive är det tredje studioalbumet av musikern Tycho, släppt 2011 på Ghostly International.

## Låtlista
| Nr           | Titel         | Längd |
| ------------ | ------------- | ----- |
| 1.           | A Walk        | 5:16  |
| 2.           | Hours         | 5:44  |
| 3.           | Daydream      | 5:34  |
| 4.           | Dive          | 8:19  |
| 5.           | Coastal Brake | 5:34  |
| 6.           | Ascension     | 4:24  |
| 7.           | Melanine      | 2:53  |
| 8.           | Adrift        | 6:02  |
| 9.           | Epigram       | 2:28  |
| 10.          | Elegy         | 4:23  |
| Total längd: | Total längd:  | 50:37 |

## Medverkande
Följande personer medverkar på albumet:
- Scott Hansen – artwork, elbas, trummor, gitarr, keyboard, mastring, mixning,
- Zac Brown - gitarrer, bas
- Dusty Brown - produktionskonsult
- Count - mastring, mixning
- Matt McCord - produktionskonsult
- Jianda Johnson (a.k.a. "Jianda Monique") - sång